# کریستین هاینی
کریستین هاینی (انگلیسی: Kristin Haynie؛ زادهٔ ۱۷ ژوئن ۱۹۸۳) بازیکن بسکتبال اهل ایالات متحده آمریکا است.
از باشگاه‌هایی که در آن بازی کرده‌است می‌توان به آتلانتا دریم اشاره کرد.